# Национальная картинная галерея Грузии
Национальная картинная галерея Грузии (груз. ეროვნული გალერეა (თბილისი)) — художественный музей в Тбилиси, проспект Руставели, 11.
Входит в государственную музейную сеть Грузии. Имеет восемь выставочных залов, реставрационную лабораторию, помещения для временных выставок, учебный класс и сувенирный магазин, все они созданы португальской архитектурной компанией «Ainda Arquitectura».

## Экспозиция
В коллекции музея около 30 000 экспонатов.

## История

Кавказский военно-исторический музей («Храм Славы») в Тифлисе 1910 год.

Здание галереи построено по указанию русского императора Александра III в 1888 году, архитектор Альберт Зальцман. Строилось по образцу выставочного дворца в Риме (арх. Пио Пьячентини). Первоначально предполагалось устроить в здании российский военно-исторический музей («Храм Славы»), с демонстрацией военных успехов Российской империи на Кавказе. 28 ноября 1914 года музей посетил российский император Николай II. Экспонаты Храма Славы были эвакуированы во время Первой мировой войны, и музей прекратил своё существование.
Первая выставка Национальной галереи была устроена к октябрю 1920 года уже при новом грузинском правительстве. Тематика выставки была широкой, охватывая грузинские и зарубежные произведения всех времён и художественных направлений, она стала результатом напряжённой работы Дмитрия Шеварднадзе, собравшего много произведений искусства, доступных в Грузии в то время. В экспозицию вошли грузинские портреты XVIII и XIX веков (так называемой «грузинской школы»), русские, западноевропейские, иранские и современные грузинские картины.
Сохранив многие экспонаты выставки, удалось организовать Национальную галерею как музей изобразительных искусств, одновременно выполняющего миссию продвижения современного изобразительного искусства.
Здание имело ограниченные площади, многие работы не могли быть выставлены, в связи с чем был разработан план реорганизации галереи. Возглавлявший галерею Димитрий Шеварднадзе предложил перевести её в историческое место — крепость на скале Метехи.
В 1933 году городскую тюрьму удалось перевести из Метехи в Ортачалу, а исторические здания Метехи предоставить Национальной художественной галерее. В 1934 года Национальная галерея вновь открылась для публики. При советской власти галерея стала государственной.
В марте 1988 года был организован музейно-выставочный союз «Национальная галерея искусств». Был открыт Музей современного искусства. Первый этаж галереи, который ранее был административно-складским, преобразовали в выставочную галерею.
18 сентября 1989 года открылась экспозиция современного грузинского искусства. Но из-за политической нестабильности в 1990-х годах Музею современного искусства пришлось прекратить работу.
В 2007 году Национальная галерея вошла в структуру Грузинского национального музея. Главное здание галереи было отремонтировано. В 2012 году галерее присвоено имя Дмитрия Шеварднадзе.
В настоящее время Галерея является одним из центральных выставочных площадей Национального музея, где проводятся временные выставки, в частности, «шедевры грузинского изобразительного искусства начала XX века».